# Симфонія № 7 (Бетховен)
Симфо́нія № 7 ор. 92 — симфонія в чотирьох частинах, написана Людвігом ван Бетховеном у період між 1811 та 1812 роками під час покращення здоров'я у богемському курортному місті Теплиці. Твір присвячено графу Моріцу фон Фрісу.
На прем'єрі в університеті Відня 8 грудня 1813 року Бетховен зазначив, що це один з його найкращих творів. Друга частина, «Allegretto», була настільки популярною, що публіка вимагала виступу на біс.

## Форма
Складається з чотирьох частин:
1. Poco sostenuto – Vivace (Ля мажор)
2. Allegretto (Ля мінор)
3. Presto – Assai meno presto (тріо) (Фа мажор, тріо Ре мажор)
4. Allegro con brio (Ля мажор)

Типовий виступ триває приблизно 33–45 хвилин залежно від вибору темпу та того, чи пропущено повтори у 1-й, 3-й та 4-й частинах.
Твір в цілому відомий використанням ритмічних прийомів, що натякають на танець, таких як пунктирний ритм та повторювані ритмічні фігури. Він також тонально витончений, використовуючи напругу між ключовими центрами ля, до та фа. Наприклад, перша частина написана в Ля мажор, але має повторювані епізоди в До мажор та Фа мажор. Крім того, друга частина написана в ля мінор з епізодами в ля мажор, а третя частина, скерцо, написана в фа мажор.